# Allocation temporaire d'attente
Pour les articles homonymes, voir ATA.
De 2006 à 2015, l'allocation temporaire d'attente (ATA) est un minimum social français versé par Pôle emploi à des demandeurs d'asile et à certaines personnes en réinsertion. La spécificité de cette allocation est de se focaliser sur des personnes en transition : réintégration au sein de la société pour les expatriés et les anciens détenus, attente d'un statut protecteur pour les étrangers.
En tant que minimum social, l'ATA a pour double objectif de fournir un soutien pécuniaire aux personnes disposant de revenus faibles voire inexistants, tout en favorisant l'insertion ou le retour à l'emploi.
À partir de 16 novembre 2006, l'ATA remplace l'allocation d'insertion (AI) dans le cadre des politiques de lutte contre la pauvreté et l’exclusion. En 2015, l'ATA et l'AMS (allocation mensuelle de subsistance) ont été remplacées par l'ADA (allocation pour demandeur d'asile).

## Conditions d'attribution

### Bénéficiaires
Le bénéficiaire de l'ATA doit faire partie de l'une de ces catégories :
- Ressortissant étranger ayant porté plainte pour proxénétisme ou traite d'être humain, et disposant de ce fait d'une carte de séjour temporaire portant la mention « vie privée et familiale » ;
- Demandeur d'asile en attente d'instruction de sa demande par l'Office français de protection des réfugiés et apatrides (OFPRA). Le demandeur ne doit pas être hébergé dans un centre d'accueil de demandeurs d'asile (CADA), ou avoir refusé une telle proposition. Sauf exception, les demandeurs d'asile ne sont pas autorisés à travailler[3] ;
- Bénéficiaire de la protection temporaire ;
- Bénéficiaire de la protection subsidiaire, obtenue à la suite d'une décision de l'OFPRA ou de la Commission des recours des réfugiés ;
- Apatride inscrit comme demandeur d'emploi ;
- Salarié expatrié ayant travaillé au moins 182 jours à l'étranger dans les 12 mois précédant la fin de son contrat de travail, tout en n'ayant aucun droit à une allocation d'assurance chômage ;
- Détenu libéré ayant été interné au moins 2 mois et étant inscrit comme demandeur d'emploi.

Le nombre de bénéficiaires de l'ATA était de 35 700 en 2009, puis de 44 500 en 2010, soit une augmentation de 24,6 %. Celle-ci est à relativiser par rapport au faible nombre de bénéficiaires ces dernières années, l'année 2010 reste ainsi inférieure aux 48 100 bénéficiaires de l'année 2004.

### Ressources
Le demandeur doit justifier de ressources mensuelles inférieures ou égales au revenu de solidarité active (RSA), dont le système de calcul est utilisé pour la définition du plafond de ressources. Les ressources du conjoint sont prises en compte, exception faite des prestations familiales et des allocations d'assurance et de solidarité.
Un contrôle des ressources est effectué tous les 6 mois à partir du premier versement de l'ATA.

## Caractéristiques de l'allocation

### Montant
Pour l'année 2012, l'ATA est de 11,01 € par jour, soit 330,30 € pour un mois de 30 jours. L'allocation est soumise à l'impôt sur le revenu, mais pas à la CRDS, ni à la CSG.
Pour l'année 2013, l'allocation est revalorisée à 11,17 € par jour, soit 335,10 € pour un mois de 30 jours. L'enveloppe prévue par le projet de loi de finances 2013 se monte à 140 millions d'euros dont 5,5 millions de frais de gestion alloués à Pôle emploi, les dotations des années précédentes s'étant avérées systématiquement inférieures aux dépenses réelles.
En 2016, le montant journalier est de 11,46 €, soit 343,80 € pour un mois de 30 jours. À noter que l'ATA est incessible et insaisissable.

### Durée
Pour les demandeurs d'asile et les bénéficiaires de la protection temporaire, l'allocation est versée tant que la situation du bénéficiaire n'a pas évolué. Pour les autres catégories, elle ne peut être versée que durant 12 mois maximum.
L'ATA ne peut être obtenue qu'une fois par personne, sauf dans le cas d'appartenance à une autre catégorie : un demandeur d'asile peut la demander à nouveau en tant qu'apatride. Les demandeurs d'asile en réexamen peuvent également être à nouveau admis au bénéfice de l'ATA.

### Fin
L'ATA pour demandeur d'asile et l'AMS (allocation mensuelle de subsistance) sont remplacées, au 1er novembre 2015, par l'ADA, l'allocation pour demandeur d'asile, gérée par l'Office français de l'immigration et de l'intégration. À compter du 1er septembre 2017, il ne sera plus possible de faire une demande d'ATA. Seules les personnes en bénéficiant avant cette date pourront continuer de percevoir l'allocation. En revanche d'autres aides comme le RSA pourront être réclamées.